# Warne (Carolina del Norte)
Warne es una comunidad no incorporada en el condado de Clay en el estado estadounidense de Carolina del Norte. La localidad en el año 2000, tenía una población de 573 habitantes en una superficie de 20,85 km², con una densidad poblacional de 27.5 personas por km².